# Bogos I (ormiański patriarcha Konstantynopola)
Bogos I (ur. ?, zm. ?) – w latach 1815–1823 61. ormiański Patriarcha Konstantynopola.